# 米罗斯拉夫·克洛泽
米羅斯拉夫·約瑟夫·克洛澤（發音：[ˈmiːʁoslaf ˈkloːzə] ⓘ；1978年6月9日—），生於波蘭奧波萊，德國已退役足球員，德國球星。最為人所知的是他在德國國家隊，尤其是世界杯賽事上的精彩表現，他是目前世界杯男子足球赛有史以来进球最多的球員，他總共在世界盃決賽週射入16球。退役后曾任德國國家足球隊的教練成員、拜仁慕尼黑助教。
克洛泽司職前鋒，曾效力德甲球會雲達不來梅，拜仁慕尼黑和意甲球會拉素，他在俱樂部的成績雖非頂級但還算穩定。而在國家隊的成績則極為傑出，他在德國國家足球隊曾擔任連續四屆世界杯的主力前鋒。在德國舉辦的2006年世界杯，他成為大力神杯時代德国首位世界杯金靴獎得主，被譽爲世界杯歷史最佳射手之一，同時他也是德甲最佳射手並被評選爲德甲新世紀最佳前鋒。外號「鐵頭王子」、「火星人」、「K神」克洛澤於國際比賽取得驚人的71個入球，4屆世界盃賽事中取得16個入球，在2014年世界杯的準决赛巴西主场对阵德国时打进第16個世界杯正赛阶段进球，从而超越巴西外星人朗拿度的紀錄並成為世界盃會內賽史上累積進球最多的球員。

## 生平

### 球會生涯
克洛澤出生於波兰西里西亚地區（二戰前为德国，战後該地属波蘭），其父是母语为西里西亚语的德意志人，母親Barbara Jeż曾代表波蘭國家手球隊出戰82次，父親Josef Klose則在80年代曾經效力法國球會歐塞爾。他長大後成名於德甲球會凱薩勞頓。

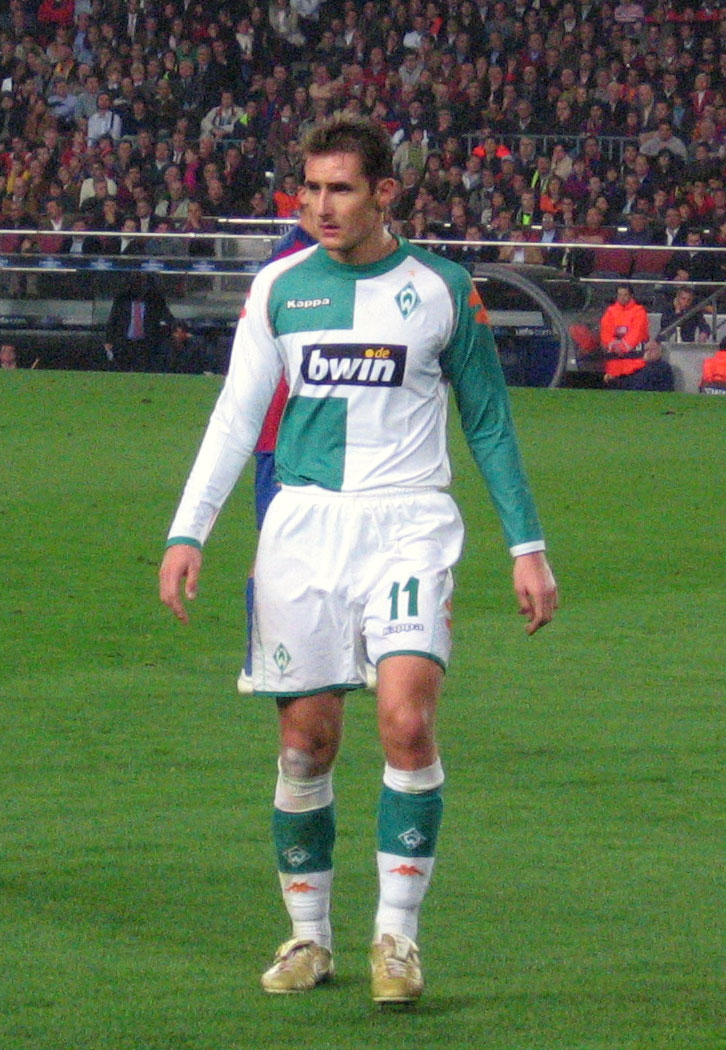
效力雲達不來梅期間。

克洛澤初出茅廬就在2002年韓日世界杯上的大放異彩这讓他立即受到尤文圖斯，AC米蘭，拉齊歐和羅馬等豪門球會斟介。於2004年他轉會應屆德甲聯賽冠軍文達不來梅。克洛澤至此奠定德國國家隊锋线一哥位置。
克洛澤於文達不來梅踏上職業生涯高峰，在2005-2006球季於聯賽26場射入25球，並交出14次助攻，成為該屆聯賽神射手兼助攻王，並榮膺該屆德國足球先生。各項賽事出場56場攻入40球并有24次助攻，這在當時偏重防守的足壇是個惊人的記錄。
2006年世界盃克洛澤隨德國隊勇奪世界杯季軍，个人加冕金靴奖。賽後，克洛澤受到皇家馬德里和巴塞隆納、拜仁慕尼黑、曼徹斯特聯等豪门斟介，2006-07赛季开始与文達不來梅商谈合同，經過一年谈判，克洛澤終於在2007年夏季以天價合同轉投德甲豪門球會拜仁慕尼黑。
克洛澤加盟拜仁慕尼黑初期，表現非常出色，首賽季各項賽事出場39場打進21球助攻12次爲球隊奪得雙冠王，次賽季各項賽事出場35場打進20球助攻10次火力強勁。但效力拜仁4年後，隨著年齡增大伤病增多克洛澤在球隊的出场时间越來越少，在荷兰主教练范加尔手下不仅失去首发主力位置，更是常年被安排坐上了冷板凳，2010-11球季更只為球隊出场20次，且大部份是替补球员。2011年合约即将到期的他只获得了俱乐部1年的续约条件，因此克洛澤萌生去意，旋即引起各国俱乐部斟介，如熱刺、艾佛頓、布萊克本流浪者、瓦倫西亞、尤文圖斯和拉齊歐等。最後，多次追逐並且最具誠意許諾克洛澤爲球隊核心且享有絕對主力前锋位置的拉素宣布与克洛泽签约三年。至此克洛泽离开德甲，于2011年以自由球员的身份加盟意甲拉齊歐。
克洛澤自2011年加入拉齊歐后表现稳定，不仅打入进球还为队友送上多次助攻。2011-2012赛季，意甲出场27次，打入13球；2012-2013赛季，意甲出场29次，打入15球；2013-2014赛季由于长时间受旧伤复发的困扰上场时间减少并且多为替补，只取得了7粒联赛进球；2014-2015赛季，意甲出场34次，打入13球。在他出场亮相的115场意甲联赛中，德国人共为球队贡献48粒进球，这对一个已经37岁的老将来说，成绩相当不俗。值得一提的是，2013年5月5日，對博洛尼亞的比賽中在四十分鐘內連入五球，成為在1986年後再次在單場意甲聯賽中攻入五球的球員。他也完成了自己在拉素的首個獨中五元。2014-2015赛季意甲最后一轮拉齐奥对阵那不勒斯，伤停补时阶段克洛泽头球破门，最终拉齐奥4-2击败那不勒斯，最终排名意甲第三，帮助球队获得了参加欧冠资格赛的机会。2015年6月8日，克洛泽在个人社交网站上宣布将继续征战意甲一年，这也破除了之前盛传的他要在赛季结束后离开意甲返回德乙老东家凯泽的传言，之后拉齐奥证实和德国传奇续约一年，克洛泽将一直效力至2016年。2016年5月，克洛泽宣布将在赛季结束后离开拉齐奥俱乐部。

### 國家隊
2001年3月24日克洛澤首度代表德國國家隊於2002年世界盃外圍賽上陣，對手為阿爾巴尼亞。克洛澤後備上陣並取得關鍵進球，協助德國國家隊以2-1取勝。此後在世界盃外圍賽及熱身賽克洛澤皆成為雷打不動的德國國家隊的主力前鋒。

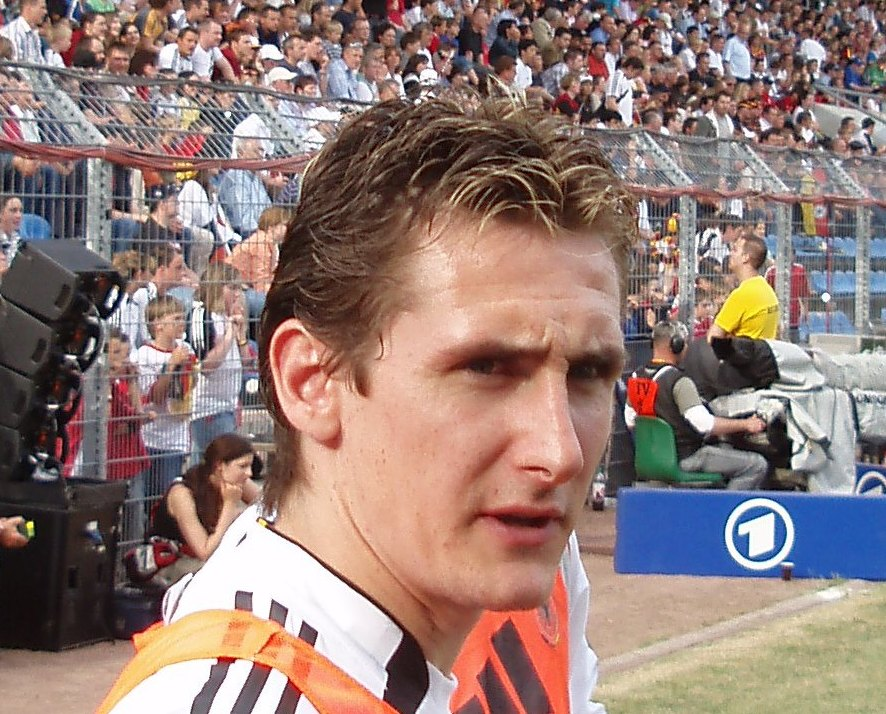
2006年世界盃克洛澤為德國隊披掛上陣。

2002年6月1日世界盃分組賽，德國第一場面對沙烏地阿拉伯，克洛澤上演帽子戲法，協助德國大勝對手8-0。此後兩場分組賽對愛爾蘭及喀麥隆，克洛澤各取得一個進球，協助德國國家隊首名晉級。克洛澤技驚四座，被譽為該屆神射手的大熱。由於克洛澤五個進球均為頭槌，因此亦被稱為繼穆勒及克林斯曼後的新「轟炸機」。克洛澤以5個進球成為該屆世界盃的銀靴獎得主。德國隊在2002世界盃取得亞軍，克洛澤功不可沒。
在2006年世界盃的揭幕戰，德國與哥斯達黎加的比賽中，克洛澤取得兩粒入球，且均用腳射入；及後在對厄瓜多爾的賽事中亦再次射入兩球，並在八強對戰阿根廷時頂入追平的一球協助德國晉級四強，最終以5球成為該屆世界盃的金靴獎得主（德國隊上一位獲得金靴獎的成員為1970年的穆勒）。
2010年，克洛澤再次入選世界盃德國國家隊。在德國4球大勝阿根廷的八強賽中，克洛澤連進兩球，使自己在世界盃中的總進球數達到14球，超越盖德穆勒，距离羅納度的15球记录仅剩一步之遥。
2014年，克洛澤連續四度入選世界盃德國國家隊。在德國2比2战平加纳的比賽中，克洛澤打入扳平比分的进球，世界杯进球数达到15球，追平了羅納度的紀錄；并在2014年7月8号对巴西队的準決賽中踢進在世界杯上的第16个进球，打破羅納度的15球紀錄成為世界盃史上進球最多的球員。这16粒进球中头球破门的数量占7球，腳下射進9球。
克洛澤於德國以1-0戰勝法國進入四強後，成為世界盃歷史上第一位連續四次攻入四強的球員。连续四届世界杯的进球数分别为5球、5球、4球和2球創造歷史記錄。同年，德國隊奪得巴西世界盃冠軍。
同年8月11日，克洛澤宣佈退出德國國家隊，這位永載史冊的偉大巨星結束其十三年成為國家隊成員的生涯。在他為國家隊出賽的137場各級比賽中，有48場進球，共計71顆，是德國隊隊史最高，而且德國隊在這48場沒有輸過。在世界盃上表現又更加突出，他奪得兩次季軍、一次亞軍、一次冠軍，又達成了世界盃最多進球的個人紀錄成為繼「足球皇帝」贝肯鲍尔之後德國足球最偉大的巨星。

## 個人風格
克洛澤是一位傳射俱佳的全能攻擊手，以速度快的爆發力猛騰空力強勁見稱，特別精于頭球攻門，但克洛澤的腳法也不容小覷，射門技術精湛傳球落點准确并能帶球突破过人。其“招牌”进球慶祝動作為前空翻。招牌动作还有伸出三根手指，代表进球是献给三个人的。妻子和双胞胎儿子卢安，诺亚。

## 个人生活
他的妻子Sylwia Klose出生于波兰，家人都讲波兰语并信仰天主教，他的双胞胎儿子Luan和Noah正在学习德语。

## 榮譽
俱樂部
不来梅
- 2006年 德國聯賽杯冠軍

拜仁慕尼黑 　　 　　　 　　
- 2007–08、 2009–10賽季 德甲聯賽冠軍
- 2007年 德國聯賽杯冠軍
- 2008、2010年 德國杯冠軍
- 2010年 歐洲冠軍杯亞軍
- 2010年 德國超級杯冠軍

拉素
- 2013年 意大利杯冠军

國家隊
- 2002年 世界杯亞軍
- 2008年 歐國盃亞軍
- 2006、2010年 世界杯季軍
- 2012年 歐國盃季軍
- 2014年 世界杯冠軍

個人榮譽
- 2002年 世界杯銀靴獎
- 2006年 世界杯金靴獎
- 2005-06賽季 德甲金靴獎
- 2005-06賽季 德甲助攻王
- 2005-06賽季 德甲最佳球員
- 2005-06賽季 德國足球先生
- 2005-06賽季 ESM歐洲助攻王
- 2008-09賽季 歐冠銀靴獎
- 2005、2006歐足聯最佳陣容候選
- 2002、2006年世界杯最佳全明星陣容
- 2002、2006、2010、2014年德國運動員最高榮譽──銀月桂葉獎
- 2023 UEFA President's Award

其他獎項
- 2005年 德國奧林匹克協會授予德國体育公平競賽勛章
- 2006年 IFFHS國際足球歷史与統計協會世界最佳射手
- 2006年 Sport1公眾票選年度最佳運動員
- 2006年 德國年度最佳運動員
- 2011年 意大利羅馬市長授予年度最佳運動員金制獎章
- 2011年 IFFHS國際足球歷史与統計協會新世紀全球四大前鋒
- 2012年 IFFHS國際足球歷史与統計協會新世紀歐洲第一前鋒
- 2012年 DFB德國足協公眾票選德國隊歷史最佳陣容

個人特殊紀錄
- 世界杯相關 最多進球(16)、最多勝場(17)、並列最多淘汰賽勝場(11，和巴西名將卡富並列)、最多面獎牌(4)、最多次至少進入準決賽(4)、最多場淘汰賽出賽(14)
- 德國隊 隊史最多進球(71)

## 外部連結
- （德文）（英文） 克洛泽官方網站 （页面存档备份，存于）